# Milanello
El Centro deportivo Milanello es un centro deportivo del equipo de fútbol AC Milan. 
Localizado en una colina a 300 metros de altura, a 50 km de Milán, cerca de Varese y próximo a los pueblos de Carnago, Cassano Magnago y Cairate, fue ideado por Andrea Rizzoli e inaugurado en 1963. En 1986 con la llegada de Silvio Berlusconi a la presidencia del club, el centro sufrió una profunda renovación. Actualmente el complejo tiene una superficie de cerca de 160.000 m² y cuenta con cinco campos de fútbol oficiales y de uno más pequeño de césped artificial de (35 x 30 m).
El gimnasio de Milanello se reformó en la temporada 2000/01 también a petición de Silvio Berlusconi. El gimnasio consta de 3.000 m² de superficie tras la reforma. Se duplicó el espacio y desde el año 2002 dispone del Milan Lab que mediante dispositivos instalados de alta tecnología permiten realizar un seguimiento y un control al detalle del estado físico de los jugadores. 
El edificio del complejo es de dos pisos y cuenta con oficinas para el entrenador y los asistentes, una sala de televisión, una de billar, un bar y una cocina, dos comedores, una sala de prensa, el meetingroom, el lavadero y el centro médico. 
El complejo está situado justo al lado de un bosque y consta de un sendero en el mismo de 1.200 metros de largo con segmentos de inclinaciones diferentes y se usa para la preparación física del equipo a lo largo de la temporada (carrera a pie y en bicicleta), así como para recuperar a los jugadores lesionados.
Los equipos de la cantera también tienen su propio edificio, es entre otras cosas la escuela. El autobús de los chicos de las categorías inferiores pasa dos veces al día, una por la mañana y otra por la tarde. El resto del día los chicos se encuentran en la escuela.
Ha acogido a la Selección Italiana, que se entrenó en Milanello para preparar diversos torneos internacionales como las Eurocopas de 1988, 1996 y 2000 y el Mundial de 1994.